# Медаль «За взятие Митавы»

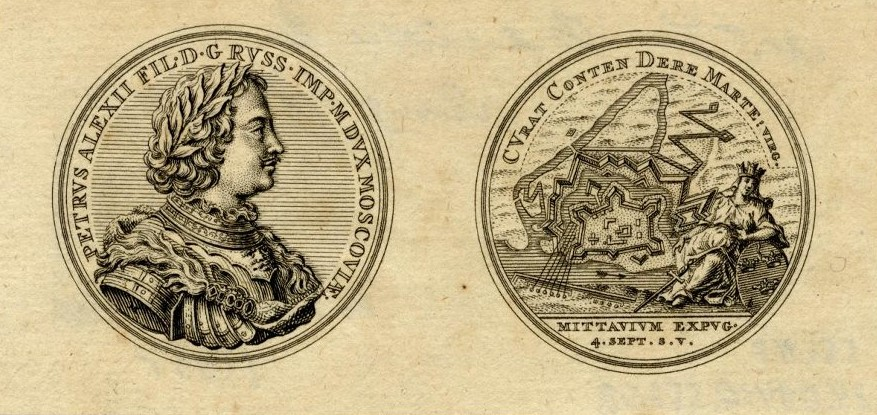
Гравюра медали в издании 1783 года.

«За взятие Митавы» - медаль изготовлена в честь взятия Митавы в начале сентября 1705 года в ходе войны со Швецией. В произведении А. С. Пушкина «История Петра I» упоминается, что «на взятие Митавы была выбита медаль…». В других источниках рассказывается, что медаль была отчеканена на Московском монетном дворе из серебра, имела диаметр 46 мм. Автором штемпеля является немецкий медальер Ф. Г. Мюллер, который в 1713-1714 годах в рамках большого заказа сделал нескольких медалей о победах в Северной войне (сами медали делались в 1716 году в России). На лицевой стороне медали изображён портрет Петра I. Вокруг медали имеется надпись: «PETRVS ALEXII FIL. D.G. RVSS. IMP. M. DVX MOSCOVIAE.» («Петр, Алексея сын, Божьей милостью России Повелитель, Великий Князь Московский»). На оборотной стороне показана осада Митавы, имеется надпись: «CVRAT CONTENDERE MARTE. VIRG.» («Заботится о том, чтобы начать войну. Вергилий»). Хронограмма «1705». В обрезе: «MITTAVIVM EXPVG/ 4.SEPT.S.V.». Медаль учреждена в 1705 году.

## См.также
- Осада Митавы